# Nicolò Vergottini
Nicolò Vergottini (Parenzo, 1797 – Venezia, 1859) è stato un politico italiano nel periodo del Risorgimento italiano.

## Biografia
Figlio di Giuseppe Vergottini (1760 – 1833) e Bianca Maria Stae, si laureò in giurisprudenza all’Università di Padova nel 1818. Negli studi e nella professione seguì quindi le orme dei suoi avi nel campo del diritto, iniziando la sua carriera come avvocato a Venezia. Pochi anni dopo, nel 1822, il governo austriaco lo nominò funzionario del fisco a Pinguente, per poi trasferirsi a Trieste e infine a Venezia.
Come affermato da Giovanni Quarantotti in La Venezia Giulia e la Dalmazia nella rivoluzione nazionale del 1848-1849, Nicolò ai suoi tempi era stimato per la sua "cultura giuridica, rettitudine e patriottismo". Quegli anni a Venezia furono segnati dall'insurrezione guidata da Daniele Manin e Niccolò Tommaseo, con la conseguente formazione del governo provvisorio. Il riconoscimento dell'impegno patriottico di Nicolò si tradusse dunque nella sua nomina da parte di Manin stesso come Prefetto dell’ordine pubblico, ruolo oggi assimilabile a ministero dell’interno o di polizia. Anche in questo caso Nicolò Vergottini seguì l’attivismo e orientamento politico del padre Giuseppe, il quale si era schierato contro il governo austriaco, insieme a Ludovico Manin, negli anni precedenti la fine della Repubblica di Venezia. Documenti dell’epoca attestano, inoltre, che Nicolò cedette alla Repubblica di San Marco tutte le sue disponibilità finanziarie, sottoscrivendo un prestito pubblico mai rimborsato in combinazione con versamenti in argento e contanti al governo insurrezionale. 
Stremata dal colera, nell’agosto 1849 Venezia si arrese agli asburgici. Nicolò Vergottini venne escluso dall’amnistia generale concessa dagli austriaci ai rivoltosi: egli, infatti, era stato incluso tra i condannati all’esilio nel bando del generale Gorzkowski insieme a Manin e Tommaseo. Con la moglie Teresa, Nicolò andò quindi in esilio a Torino, da dove inviò molteplici istanze al governo austriaco nel tentativo di rientrare a Venezia. Anche il fratello di Nicolò – Giuseppe – cercò di contribuire alla sua causa recandosi personalmente dalle autorità austriache a Graz e Vienna, ma invano. A inizio 1851, dopo quasi 18 mesi di esilio, l’ambasciata Austriaca permise a Nicolò di tornare a Venezia dove rimase fino alla morte, senza però poter riprendere l’ufficio pubblico e l’attività di avvocato. 
Passò dunque i suoi ultimi anni di vita dedicandosi agli studi giuridici. Venne infatti associato all’Ateneo Veneto nel 1853 e pubblicò una serie di articoli su riviste giuridiche, una Analisi del Concordato austriaco del 18 agosto 1855, un Commento al "Trattato sulle servitù prediali" di Bartolomeo Cipolla, e un Commento al trattato degli Statuti imperiali del 1855. Per sua volontà, alla sua morte queste e altre opere facenti parte della sua biblioteca personale vennero donate al Comune di Parenzo, arricchendone la biblioteca cittadina.